# Прері-Сіті (Іллінойс)
Прері-Сіті (англ. Prairie City) — селище (англ. village) в США, в окрузі Макдоно штату Іллінойс. Населення — 407 осіб (2020).

## Географія
Прері-Сіті розташоване за координатами 40°37′16″ пн. ш. 90°27′54″ зх. д. / 40.62111° пн. ш. 90.46500° зх. д. (40.621025, -90.464906).  За даними Бюро перепису населення США в 2010 році селище мало площу 2,63 км², уся площа — суходіл.

## Демографія
Згідно з переписом 2010 року, у селищі мешкало 379 осіб у 135 домогосподарствах у складі 101 родини. Густота населення становила 144 особи/км².  Було 162 помешкання (61/км²).
Расовий склад населення:
| - 97,9 % — білих - 1,3 % — чорних або афроамериканців - 0,3 % — азіатів |

До двох чи більше рас належало 0,3 %. Частка іспаномовних становила 0,3 % від усіх жителів.
За віковим діапазоном населення розподілялося таким чином: 21,9 % — особи молодші 18 років, 58,8 % — особи у віці 18—64 років, 19,3 % — особи у віці 65 років та старші. Медіана віку мешканця становила 43,5 року. На 100 осіб жіночої статі у селищі припадало 100,5 чоловіків;  на 100 жінок у віці від 18 років та старших — 88,5 чоловіків також старших 18 років.
Середній дохід на одне домашнє господарство  становив 41 847 доларів США (медіана — 36 563), а середній дохід на одну сім'ю — 44 915 доларів (медіана — 40 972). Медіана доходів становила 38 194 долари для чоловіків та 21 875 доларів для жінок. За межею бідності перебувало 24,5 % осіб, у тому числі 24,8 % дітей у віці до 18 років та 29,2 % осіб у віці 65 років та старших.
Цивільне працевлаштоване населення становило 169 осіб. Основні галузі зайнятості: виробництво — 24,3 %, освіта, охорона здоров'я та соціальна допомога — 16,0 %, будівництво — 12,4 %, роздрібна торгівля — 11,2 %.